# Brayden Point
Brayden Point, född 13 mars 1996, är en kanadensisk professionell ishockeyforward som spelar för Tampa Bay Lightning i National Hockey League (NHL).
Han har tidigare spelat för Syracuse Crunch i American Hockey League (AHL) och Moose Jaw Warriors i Western Hockey League (WHL).
Point draftades av Tampa Bay Lightning i tredje rundan i 2014 års draft som 79:e spelare totalt.
Han vann Stanley Cup med Tampa Bay Lightning för säsongerna 2019–2020 och 2020–2021.

## Statistik
| 2009–2010  | Calgary Bisons      | AMBHL      | 33  | 21  | 12  | 33  | 26  | 12 | 7  | 5  | 12 | 31 |
| 2010–2011  | Calgary Bisons      | AMBHL      | 33  | 42  | 60  | 102 | 12  | —  | —  | —  | —  | —  |
| 2011–2012  | Calgary Buffaloes   | AMHL       | 32  | 19  | 22  | 41  | 22  | 5  | 1  | 0  | 1  | 2  |
|            | Canmore Eagles      | AJHL       | 4   | 2   | 2   | 4   | 0   | —  | —  | —  | —  | —  |
|            | Moose Jaw Warriors  | WHL        | 5   | 1   | 0   | 1   | 0   | 14 | 7  | 3  | 10 | 2  |
| 2012–2013  | Moose Jaw Warriors  | WHL        | 67  | 24  | 33  | 57  | 26  | —  | —  | —  | —  | —  |
| 2013–2014  | Moose Jaw Warriors  | WHL        | 72  | 36  | 55  | 91  | 53  | —  | —  | —  | —  | —  |
| 2014–2015  | Moose Jaw Warriors  | WHL        | 60  | 38  | 49  | 87  | 46  | —  | —  | —  | —  | —  |
|            | Syracuse Crunch     | AHL        | 9   | 2   | 2   | 4   | 2   | 2  | 0  | 0  | 0  | 0  |
| 2015–2016  | Moose Jaw Warriors  | WHL        | 48  | 35  | 53  | 88  | 36  | 10 | 6  | 10 | 16 | 10 |
| 2016–2017  | Tampa Bay Lightning | NHL        | 68  | 18  | 22  | 40  | 14  | —  | —  | —  | —  | —  |
| 2017–2018  | Tampa Bay Lightning | NHL        | 82  | 32  | 34  | 66  | 24  | 17 | 7  | 9  | 16 | 10 |
| 2018–2019  | Tampa Bay Lightning | NHL        | 79  | 41  | 51  | 92  | 28  | 4  | 1  | 0  | 1  | 5  |
| 2019–2020  | Tampa Bay Lightning | NHL        | 66  | 25  | 39  | 64  | 11  | 23 | 14 | 19 | 33 | 10 |
| 2020–2021  | Tampa Bay Lightning | NHL        | 56  | 23  | 25  | 48  | 11  | 23 | 14 | 9  | 23 | 87 |
| 2021–2022  | Tampa Bay Lightning | NHL        | 66  | 28  | 30  | 58  | 33  | 9  | 2  | 3  | 5  | 4  |
| 2022–2023  | Tampa Bay Lightning | NHL        | 82  | 51  | 44  | 95  | 7   | 6  | 2  | 2  | 4  | 2  |
| NHL totalt | NHL totalt          | NHL totalt | 499 | 218 | 245 | 463 | 128 | 82 | 40 | 42 | 82 | 39 |
| WHL totalt | WHL totalt          | WHL totalt | 252 | 134 | 190 | 324 | 161 | 24 | 13 | 13 | 26 | 12 |

### Internationellt
| Källa: Uppdaterad: 2020-10-23 | Källa: Uppdaterad: 2020-10-23 | Källa: Uppdaterad: 2020-10-23 |         | Utv = Utvisningsminuter | Utv = Utvisningsminuter | Utv = Utvisningsminuter | Utv = Utvisningsminuter | Utv = Utvisningsminuter |
| År                            | Lag                           | Mästerskap                    | Matcher | Mål                     | Assists                 | Poäng                   | Utv                     |                         |
| ----------------------------- | ----------------------------- | ----------------------------- | ------- | ----------------------- | ----------------------- | ----------------------- | ----------------------- | ----------------------- |
| 2013                          | Kanada                        | Ivan Hlinka                   | 5       | 1                       | 3                       | 4                       | 2                       |                         |
| 2014                          | Kanada                        | U18-VM                        | 4       | 0                       | 2                       | 2                       | 2                       |                         |
| 2015                          | Kanada                        | JVM                           | 7       | 2                       | 2                       | 4                       | 4                       |                         |
| 2016                          | Kanada                        | JVM                           | 5       | 1                       | 4                       | 5                       | 0                       |                         |
| 2017                          | Kanada                        | VM                            | 10      | 4                       | 1                       | 5                       | 0                       |                         |
| Junior totalt                 | Junior totalt                 | Junior totalt                 | 21      | 4                       | 11                      | 15                      | 8                       |                         |
| Senior totalt                 | Senior totalt                 | Senior totalt                 | 10      | 4                       | 1                       | 5                       | 0                       |                         |